# Interrupción de Internet en Canadá de 2022
El 8 de julio de 2022, Rogers Communication, un proveedor de telecomunicaciones de Canadá, sufrió de una interrupción de servicio mayor,  la cual afecto a los servicios de cable, internet, y red movil (la cual incluía marcas como Rogers Wireless, Fido, y Chatr)  de la misma empresa, también afecto a los proveedores de servicio mayor de la red Rogers, como por ejemplo, TekSavvy, también afecto a otros sistemas informáticos canadienses que dependian de la red Rogers, tales como Interac y servicios del gobierno federal.
Esta es la segunda vez en 15 meses que Canadá sufre de una interrupción de servicios mayor, la previa ocurrió en abril del 2021.

## Tiempo
Usuarios en la web comenzaron a reportar problemas con sus servicios alrededor de las 4:30 de la mañana del 8 de julio de 2022 (hora local).
El mismo día, Rogers reconoció el problema y dieron una declaración alrededor de las 9 de la mañana (hora local).
Duro aproximadamente 15 horas, para el 10 de julio, la mayoría de los servicios para la mayoría de los clientes ya estaban disponibles de nuevo.

## Causas
Una investigación de Cloudflare sugiere que la interrupción ocurrió debido a causas internas, en lugar de externas. Identificó picos en las actualizaciones de BGP, así como retiros de prefijos de IP, y señaló que Rogers no estaba avisando sobre su presencia, lo cual provocó que otras redes no encontraran la red de Rogers. Incluso al día siguiente del apagón, se desconocía la causa del mismo. Public Safety Canada informo que no se trataba de un ciberataque. Para la noche del mismo día, Rogers había comenzado a restaurar lentamente el servicio. El director ejecutivo de Rogers Communication, Tony Staffieri, dijo que no había un tiempo estimado para cuando los servicios estarían completamente operativos de nuevo.
Después de un tiempo, la causa fue dicha ser una actualización de mantenimiento defectuosa que llevó a la malfuncion de los routers.

## Impacto
Tuvo un impacto muy grande en muchos sistemas de información en el país, esto debido a su dependencia en la infraestructura de Rogers.
Las consecuencias del mismo "apagón de Internet" fueron las siguientes:
- Interac fue desactivado durante la interrupción, lo cual principalmente no dejó que negocios (fueran grandes o pequeños) en todo el país pudieran permitir transacciones monetarias de tarjeta de debito, lo cual causó que algunas tiendas decidieran cerrar temporalmente.[3]

- Una de las consecuencias más graves fue la inabilidad de los teléfonos que usaban la red Rogers de llamar al número 911.[3]
- Las citas médicas que fueron hecjas a través del Sistema de Salud de Niagara para pacientes oncológicos con terapia de radiación fueron reprogramadas, con un plan para transferir a los pacientes que requieren atención de emergencia a Hamilton Health Sciences.[11]

- Incluyendo la inabilidad de aceptar debito, algunas agencias de transporte público reportaron problemas con sus sistemas de computador, los cuales estaban asociados con la interrupción[3]

- Esta interrupción afecto a algunos servicios gubernamentales, tales como Sevice Canada, Canada Revenue Agency, y oficinas de pasaportes.[12] Las agencias fronterizas de Canadá reportaron que esta interrupción estaba afectando su aplicación movil para viajeros extranjeros.[13]
- La organización de ciberseguridad inglesa Netblocks determino que aproximadamente el 25% de los canadienses (o 1 de cada 4 personas) había perdido su conexión de internet durante la interrupción.[14][10]

- El músico canadiense The Weeknd fue forzado a adelantar su concierto esa noche en el Toronto's Roger Centre, el cual se suponía que iba a ser la primera parada después del After Hours Til Dawn Tour, debido a que "las interrupciones de servicios impactaron la operación de el evento".[15]

Rogers Communications planea darle crédito por dos días a todos sus clientes por la falta de servicios, la última vez que habían hecho a tal escala fue después de la Interrupción de Internet en Canadá de Abril del 2021, cuando los servicios de llamadas inalámbricas, SMS, y datos móviles no estaban disponibles alrededor de Canadá por casi un día debido a un problema con una actualización de software.
Durante la interrupción, el tráfico de Internet en el país bajo a un nivel 75% menor del habitual.

## Reacciones

### Críticas
Los críticos han llamado a la interrupción un ejemplo del impacto de la oligarquía de los telecoms canadienses, esto también ha sido usado como un argumento en contra de la adquisición propuesta de Shaw Communications, la cual fue hecha (la propuesta) por Rogers.
El líder de la NDP Jagmeet Singh, acusó al gobierno del Partido Liberal de "proteger las ganancias de los gigantes telecom", mientras que la ministro conservativa Michelle Rempel Gafmer propuso una investigación, aegumentando que "dada la infraestructura critica que esta afectada, y que el "CRTC" mismo esta afectado, la causa de el apagón de Rogers deberia ser inmediatamente explicado". Un portavoz de la CRTC prometió que la organización investigaría el apagón y "establecería las medidas necesarias para evitar su recurrencia".
Los que son críticos también resaltaron la importancia de que los consumidores y los varios negocios canadienses diversifiquen sus servicios de telecomunicaciones, como por ejemplo, negocios teniendo contratos de servicio de respaldo con varios proveedores, y que los consumidores reduzcan su dependencia en paquetes de servicios móviles, de cable, y de internet que son promovidos como "todo-en-uno".

### Público general
No tomo mucho tiempo antes de que personas en redes sociales comenzaran a hacer memes y chistes sobre la situación.